# Leslie Fenton

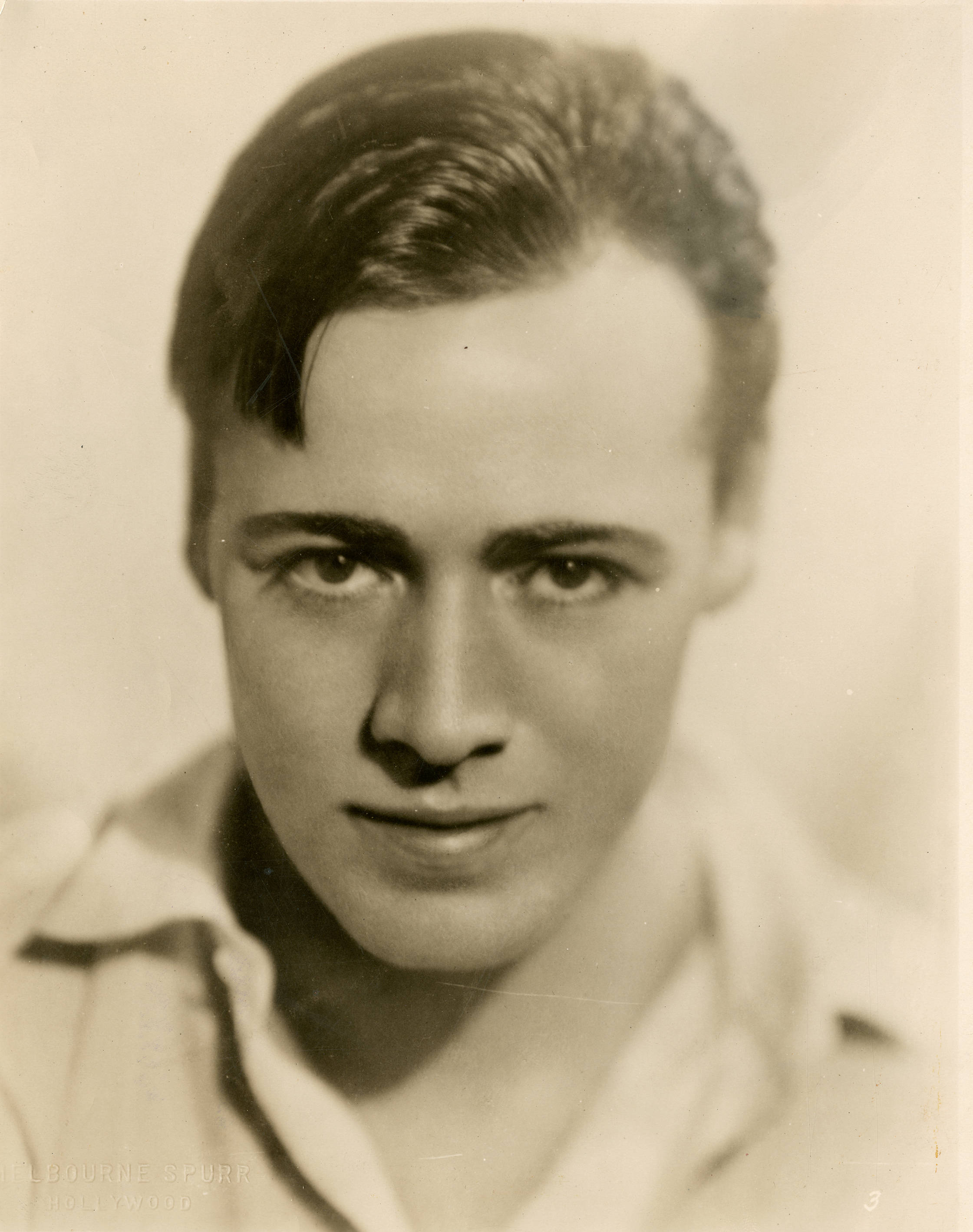
Leslie Fenton (1926)

Leslie Fenton (* 12. März 1902 in Liverpool, England; † 25. März 1978 in Montecito, Kalifornien) war ein britisch-amerikanischer Filmschauspieler und Filmregisseur.

## Leben
Der Sohn eines Schuhmachers wanderte mit seiner Familie im Jahr 1909 aus England in die USA aus, wo die Familie zunächst in Ohio lebte. Einer seiner Brüder war der Schriftsteller Frank Fenton. Nach einer ersten Arbeit als Büroangestellter zog Leslie Fenton nach New York und wurde dort Theaterschauspieler. Im Rollenfach des jugendlichen Helden feierte er erste Erfolge.
Mitte der 1920er-Jahre wurde Fenton nach Hollywood verpflichtet und erhielt einen Vertrag bei Fox Studios. Insgesamt spielte er zwischen 1923 und 1938 in 62 Spielfilmen, wobei Fenton in der Regel Hauptrollen in B-Filmen und Nebenrollen in A-Produktionen erhielt. Seine heute wahrscheinlich bekannteste Darbietung ist die des eleganten Gangsterbosses Nails Nathan in dem Filmklassiker Der öffentliche Feind mit James Cagney. Seine Karriere stagnierte im Laufe der 1930er-Jahre und nach einer Nebenrolle an der Seite von Spencer Tracy als vor seiner Hinrichtung stehender Mörder in den Anfangsszenen von Teufelskerle zog er sich von der Schauspielerei
zurück.
Fenton wurde anschließend Filmregisseur; bis zum Jahr 1951 führte er bei insgesamt 19 Filmen Regie. Er drehte vor allem B-Filme aus dem Western- und Action-Genre, von denen einige von Filmhistorikern im Nachhinein als gut inszenierte Unterhaltungsfilme gesehen wurden. Sein heute vielleicht bekanntester Film ist der Western Die Todesreiter von Laredo (1949) mit William Holden in der Hauptrolle. Bereits 1951, als er noch nicht 50 Jahre alt war, endete seine Karriere als Regisseur. Über die letzten zweieinhalb Lebensjahrzehnte von Fenton ist wenig bekannt.
1932 heiratete er Schauspielerin Ann Dvorak, die ihm sogar nach England folgte, wo er sich während des Zweiten Weltkriegs aufhielt und dort in der Royal Naval Reserve einen Offiziersrang erreichte. Bei der Operation Chariot wurde er schwer verletzt. Dvorak und Fenton ließen sich 1945 scheiden; Fenton heiratete 1952 erneut, die Ehe blieb bis zu seinem Tod bestehen. Leslie Fenton starb 1978 im Alter von 76 Jahren.

## Filmografie (Auswahl)
Als Schauspieler:
- 1925: Der Faulpelz (Lazybones)
- 1926: The Road to Glory
- 1926: The Shamrock Handicap
- 1926: Das schwarze Paradies (Black Paradise)
- 1926: Rivalen (What Price Glory?)
- 1928: Die Pantherkatze (The Gateway of the Moon)
- 1928: Polizei (The Drag Net)
- 1928: Das Geheimnis des Piraten (The First Kiss)
- 1929: Broadway
- 1929: Dynamit (Dynamite)
- 1929: Illusion (The Last Performance)
- 1929: Paris Bound
- 1931: Der öffentliche Feind (The Public Enemy)
- 1931: The Guilty Generation
- 1932: Der Rächer des Tong (The Hatchet Man)
- 1932: Air Mail
- 1933: Nachtflug (Night Flight)
- 1933: Der Frauenheld (Lady Killer)
- 1934: Gefährliche Grenze (Fugitive Road)
- 1934: Marie Galante
- 1935: Männer ohne Namen (Men without Names)
- 1935: East of Java
- 1936: Sworn Enemy
- 1937: China Passage
- 1938: Teufelskerle (Boys Town)

Als Regisseur:
- 1939: Tell no Tales
- 1940: The Man from Dakota
- 1941: The Saint’s Vacation
- 1944: Tomorrow, the World!
- 1948: Schmuggler von Saigon (Saigon)
- 1948: Lulu Belle
- 1948: Der Todesverächter (Whispering Smith)
- 1949: Die Todesreiter von Laredo (Streets of Laredo)
- 1951: Der Revolvermann (The Redhead and the Cowboy)